# Zonamerica
Zonamerica es un parque de negocios y tecnología situado en Uruguay que opera bajo el marco de la Ley de Zonas Francas desde el año 1990 como calidad de zona de libre comercio. En 2019, unas 10.000 personas en 350 empresas trabajan en 30 edificios de Zonamérica. En el mismo año, el área construida asciende a más de 90.000 m², de los cuales el 88% corresponden a áreas comunes y áreas arrendables. Una encuesta global devela en 93% el nivel de satisfacción de las empresas con Zonamérica.

## Legislación
La ley de Zonas Francas de Uruguay (N.º 15.921), fue sancionada por el Poder Legislativo el 17 de diciembre de 1987, estableciendo que las denominadas zonas francas son áreas dentro del territorio nacional, donde se estimula la actividad económica y la generación de empleo de valor agregado a través de una normativa particular.
Actualmente en Uruguay las zonas Francas generan más de 15.000 puestos de empleo directo y son un instrumento relevante de promoción de inversión extranjera para el país.
Algunos beneficios de la Ley de Zonas Francas:
- Permite actividades comerciales, industriales y de servicios

- Protege a las empresas instaladas de todo posible cambio, generando reglas de juego claras y estables para los negocios
- Exoneración de impuestos nacionales ya existentes o a ser creados
- Exención de contribuciones a la seguridad social para expatriados

- Libre movimiento de capitales y repatriación de utilidades sin restricciones legales
- No existencia de restricciones a la circulación de moneda extranjera, materiales preciosos, bonos o cualquier otro tipo de papel comercial o financiero

## Historia
Es la primera zona franca privada de Uruguay, que opera en el marco de la Ley de Zonas Francas sancionada en 1987. En 1990 el Poder Ejecutivo aprueba  y autoriza la adquisición y explotación de un terreno de 50 hectáreas, próximo a la localidad de Villa García, sobre la intersección de las rutas 8 y 102 la construcción de un predio a operar bajo el Régimen de Zonas Francas. En 1992 es inaugurado el primer edificio, dedicado a la Logística y Manufactura. 
Posteriormente se autoriza la ampliación del predio, y se construyen nuevos edificios, entre ellos el edificio Biotec para la promoción de la plataforma de servicios de Biotecnología. 
En 2011 en el marco de la XV conferencia Latinoamericana de Zonas Francas fue elegida por la Asociación de Zonas Francas de las Américas como la mejor Zona Franca de las Américas. En el año 2014 fue reconocida por la revista empresarial fDi Magazine, publicada por el Financial Times Group, también como la mejor Zona Franca de las Américas.
En la actualidad ofrece servicios que van desde arquitectura, infraestructura, seguridad, tecnología y soporte en recursos humanos 

## Complejo
El complejo abarca un total de 920 000 m² disponibles para ser explotados bajo el régimen de Zona Franca. Cuenta con más de 30 edificios construidos y más de 300 000 m² de parque y áreas verdes. Entre sus sitios destacados se incluyen el complejo Jacksonville, la Parroquia, el Hotel Regency y Edificio Celebra. 
Entre las empresas instaladas en el parque se encuentran: Assist Card, CITI, Despegar.com, Julius Bar, Merck, PWC, Raymond James, Ricoh, Sabre, Tata, Trafigura y Verifone.
Según el último censo de Zonas Francas elaborado por el Instituto Nacional de Estadística de Uruguay (INE), Zonamerica aporta un 1,82 % del PBI del Uruguay

## Edificio Celebra

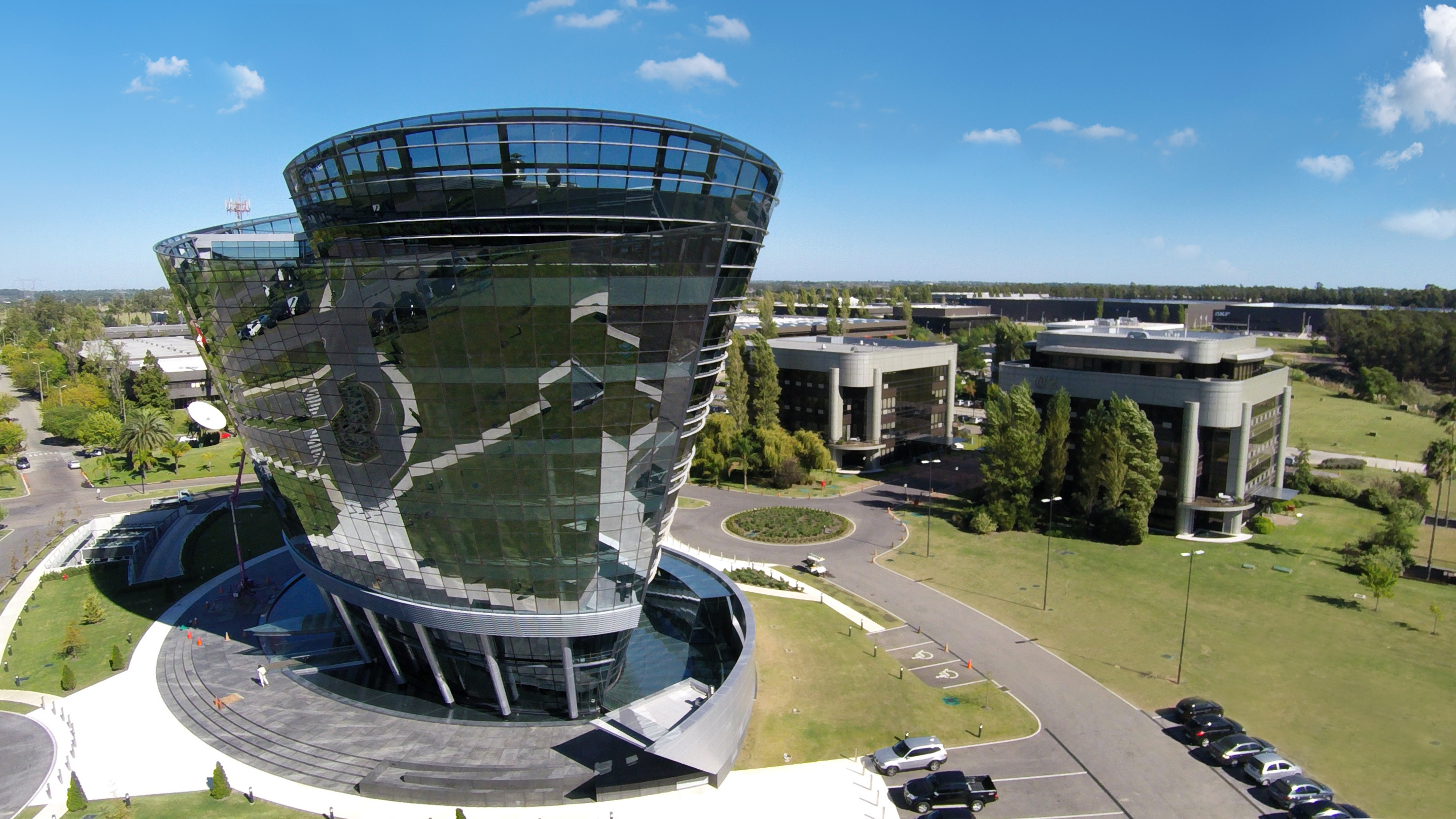
Edificio Celebra

En el marco de la celebración de su 20.º aniversario, Zonamerica solicitó a los arquitectos Carlos Ott y Carlos Ponce de León el diseño de un nuevo edificio de oficinas Clase A finalmente denominado edificio Celebra.
Edificio Celebra fue premiado en Londres como el Mejor Edificio de Oficinas del Mundo por el International Property Awards en asociación con Bloomberg. [cita requerida]
El edificio Celebra es el primer edificio certificado LEED GOLD en Uruguay por la U.S. Green Building Council. [cita requerida]

## Zonamerica Colombia
En sociedad con el desarrollador local de negocios Grupo Carvajal, Zonamerica inició su primer proceso de internacionalización que seguirá los mismos principios de diseño, arquitectura, tecnología y servicios que su proyecto original en Uruguay apuntando a captar empresas que se dedican a procesos de servicios globales. 
Dicho proyecto se ubica en un terreno de 38 hectáreas en el sur de Cali, capital del departamento de Valle del Cauca.  La construcción de dicho complejo inicio en marzo de 2016. El 25 de octubre de 2018 finalmente fue inaugurado, el complejo cuenta de un total de 38 hectáreas, 173.000 metros cuadrados y 18 edificios.